# Myslava
Myslava (maďarsky Miszlóka, německy Deutschendorf) je městská část Košic, součást okresu Košice II na Slovensku.
Přes Myslavu protéká Myslavský potok s jeho levostranným přítokem s názvem Kamenný potok.

## Historie
První písemná zmínka o obci pochází z roku 1230 (ville Mysloa), Myslavský potok potok se uvádí také v roce 1230 (aquam Mysloa). Názvy katastru objasňují, která lokalita k čemu sloužila (Vinice, Chmelníky apod.). Osídlení obce Němci lze předpokládat za vlády krále Bély IV. (1235–1270), který je na toto území povolal v důsledku výrazného snížení počtu obyvatelstva po tatarských vpádech.
V obci byly dva mlýny, zmínky o nich se zachovaly už z roku 1395. Pivovar, jehož existenci dokládá písemný záznam z roku 1703, byl ve svém čase třikrát větší než košický. Cihelna z roku 1707 svůj provoz ukončila v roce 1861.
Byly zde i železárny, které vznikly v roce 1848. V roce 1851 zde provozovaly i vysokou pec, slévárnu a ve třípatrové budově i kovářské a zámečnické dílny.
Myslava byla do roku 1968 samostatná obec.
Jedinou současnou kulturní památkou v Myslavě je kostel, který byl postaven v roce 1788 v klasicistním slohu.